# Hainichtengasse 145
Das Gebäude Hainichtengasse 145 war ein denkmalgeschütztes Wohnhaus in Oranienbaum-Wörlitz in Sachsen-Anhalt.

## Lage
Das Haus befand sich im westlichen Teil des Ortsteils Wörlitz etwa mittig auf der Ostseite der Hainichtengasse.

## Architektur und Geschichte
Das anderthalbgeschossige Ziegelgebäude stand traufständig zur Straße und stammte aus der Zeit um 1840. Es war ursprünglich das Wohnhaus eines Leinewebers, der auch als Posthalter tätig war. In der sehr schlichten Fassade befanden sich im Erdgeschoss vier Fensteröffnungen und die asymmetrisch hierzu, als dritte Achse von rechts angeordnete klassizistische Hauseingangstür. Etwas nach links oberhalb der Eingangstür versetzt, befand sich eine Speicherluke. Die Fenster auf der linken Seite waren mit Fensterläden versehen. Als strukturierende Elemente bestand die Sockelzone und die in für die Region typischen Form ausgeführte Sohlbank. Bedeckt wurde das Haus von einem Satteldach.

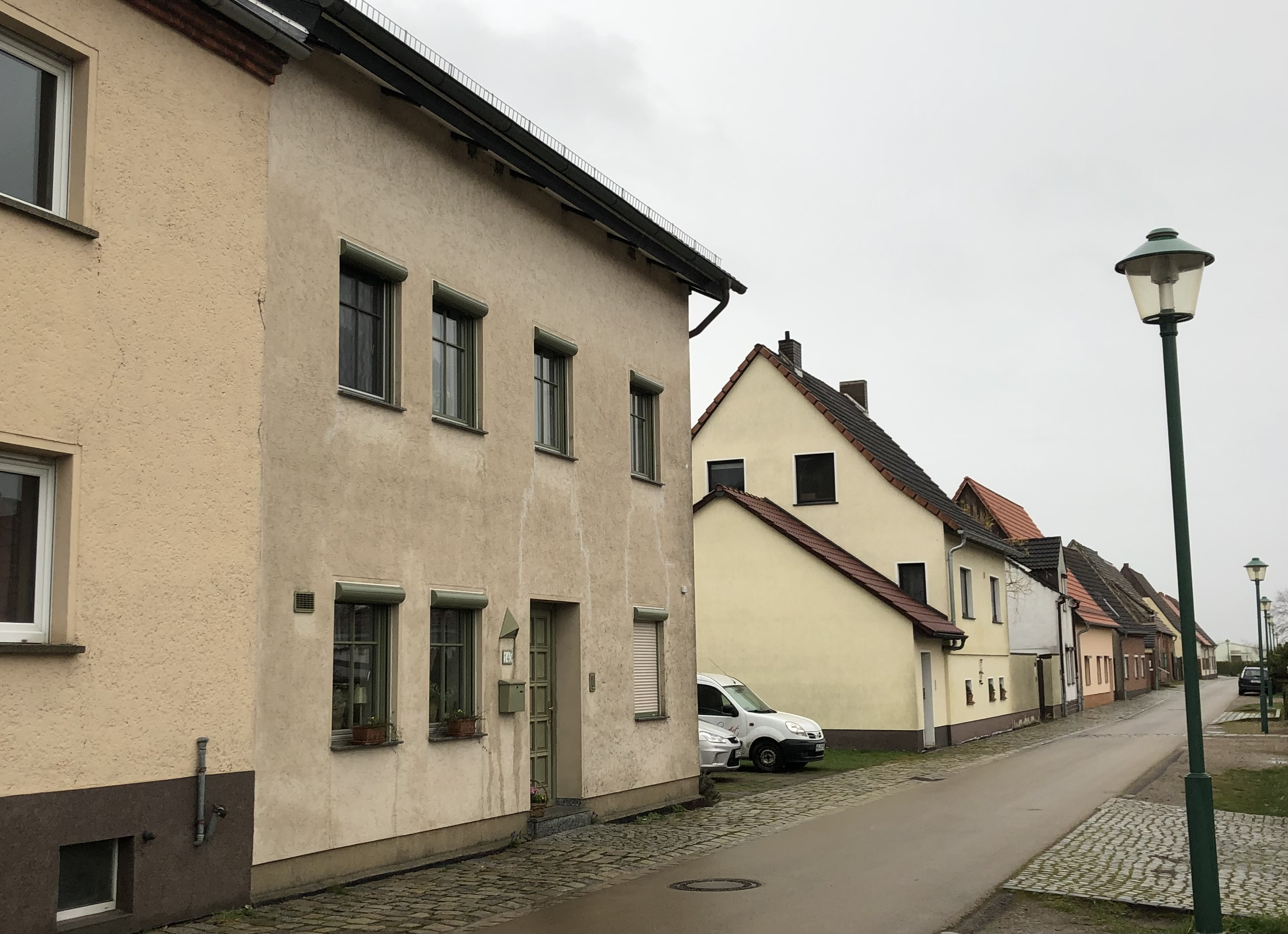
Nachfolgebau im Jahr 2022

Nach Norden wurde das Haus durch einen schmalen auf zwei Geschosse erhöhten Speicheranbau verlängert. Im Erdgeschoss bestand dort ein Fenster und darüber eine Ladeluke. Auch dieser Anbau war traufständig mit Satteldach ausgeführt.
Im örtlichen Denkmalverzeichnis war das Anwesen als Gutsarbeiterhaus unter der Erfassungsnummer 094 40040 als Baudenkmal eingetragen.
Vermutlich Anfang des 21. Jahrhunderts wurde der Bau abgerissen. Im nördlichen Teil entstand ein zweigeschossiger Neubau.